# Charles Lacazedieu

a Compétitions nationales et continentales officielles uniquement.

b Matchs officiels uniquement.
Charles Lacazedieu, né le 4 mars 1901 à Dax et mort le 12 juillet 1988 dans la même ville, est un joueur français de rugby à XV qui évolue aux postes de demi d'ouverture et de demi de mêlée. International français, il joue l'intégralité de sa carrière au sein du club de l'US Dax. Il se reconvertit ensuite en tant qu'entraîneur.

## Biographie
Charles Lacazedieu commence la pratique du rugby football à l'école supérieure de Dax, au sein de l'équipe scolaire des Genêts,. Titulaire en tant que demi d'ouverture à partir de 1916, il décroche en 1918 le titre de champion de France scolaire aux côtés de Jean et Marcel Loustau, aux dépens du lycée de Dijon sur le terrain de Saint-Cloud. Il intègre dès l'année suivante l'équipe fanion du club de la ville, l'US Dax. Dès ses deux premières saisons, il est sacré champion de Côte basque de 1re série en 1919 et 1920.
Pendant la saison 1922-1923, il dispute le 7 janvier un match de sélection contre l'équipe de France avec l'« équipe du reste », à l'issue duquel il gagne sa place au sein de l'équipe nationale. Remplaçant sans entrer en jeu pour le déplacement en Écosse dans le cadre du Tournoi des Cinq Nations 1923, il obtient sa première cape internationale le 24 février, affrontant le pays de Galles à Swansea. Après avoir vécu le 3e match du Tournoi sur le banc de touche, il joue le dernier match contre l'Irlande,.
Rappelé en équipe de France pour le Tournoi 1928, il est inhabituellement replacé au poste de demi de mêlée, afin de pallier le forfait de Clément Dupont. Il totalise finalement cinq sélections internationales, la dernière le 19 janvier 1929,.
Lacazedieu continue d'évoluer sous le maillot rouge et blanc de l'US Dax au moins jusqu'à la saison 1933-1934.
Il entraîne par la suite l'équipe première, entre autres pendant la saison 1934-1935 auprès de son ancien coéquipier Albert Bonjour.

## Palmarès
- Championnat de Côte basque de 1re série :
  - Champion : 1919, 1920 avec l'US Dax.